# Середня заробітна плата
Сере́дня заробі́тна пла́та — по підприємству, установі — економічний показник, який характеризує розмір нарахованої заробітної плати, яка припадає на одного працівника підприємства, організації; визначається поділом загальної суми нарахованої заробітної плати на середню чисельність працівників.
Діюча методика розрахунку середньої зарплати дісталася колишнім країнам СНД від радянських часів і не відображає реальну картину.
В європейських країнах існує інша методика розрахунку середнього заробітку, що базується на визначенні медіальної зарплати.
При розрахунку середньої зарплати медіана ділить ринок навпіл, одна половина працівників заробляє більше цього рівня, а інша менше. Економісти називають медіанний розрахунок середньої зарплати більш об'єктивним.
Наприклад, п'ять українців заробляють 1000, 1100, 1200, 1300 і 100 000 гривень відповідно. Середня арифметична зарплата в такій ситуації становить 20 920 гривень, а медіанна — 1200 гривень. Це зарплата людини, яка перебуває в середині ряду зарплат.
Дані по медіанній заробітній платі українців Держкомстат приховує.

## Середня заробітна плата для цілей бухгалтерського обліку
Номінально розраховується згідно з законом «Про затвердження Порядку обчислення середньої заробітної плати».
Обчислення середньої заробітної плати для оплати часу щорічної відпустки, додаткових відпусток у зв'язку з навчанням, творчої відпустки, додаткової відпустки працівникам, які мають дітей, або для виплати компенсації за невикористані відпустки провадиться виходячи з виплат за останні 12 календарних місяців роботи, що передують місяцю надання відпустки або виплати компенсації за невикористані відпустки. В розрахунку не включається святкові дні.
Працівникові, який пропрацював на підприємстві, в установі, організації менше року, середня заробітна плата обчислюється виходячи з виплат за фактичний час роботи, тобто з першого числа місяця після оформлення на роботу до першого числа місяця, в якому надається відпустка або виплачується компенсація за невикористану відпустку.
У всіх інших випадках збереження середньої заробітної плати і середньомісячна заробітна плата обчислюється виходячи з виплат за останні 2 календарні місяці роботи, що передують події, з якою пов'язана відповідна виплата. Працівникам, які пропрацювали на підприємстві, в установі, організації менше двох календарних місяців, середня заробітна плата обчислюється виходячи з виплат за фактично відпрацьований час.
При обчисленні середньої заробітної плати для оплати за час відпустки до фактичного заробітку включаються виплати за час, протягом якого працівнику зберігається середній заробіток (за час попередньої щорічної відпустки, виконання державних і громадських обов'язків, службового відрядження тощо), та допомога у зв'язку з тимчасовою непрацездатністю.

## Середня заробітна плата в Польщі
| Рік  | Відношення 1zł (2012) : 1zł (Рік) | Значення (zł) | Значення (zł 2012) | Значення нетто (zł) | Значення нетто (zł 2012) |
| ---- | --------------------------------- | ------------- | ------------------ | ------------------- | ------------------------ |
| 1950 | 1,0527                            | 551           | 523,40             |                     |                          |
| 1951 | 1,1538                            | 599           | 519,16             |                     |                          |
| 1952 | 1,3199                            | 652           | 493,96             |                     |                          |
| 1953 | 1,8730                            | 920           | 491,19             |                     |                          |
| 1954 | 1,7550                            | 975           | 555,56             |                     |                          |
| 1955 | 1,7129                            | 1008          | 588,49             |                     |                          |
| 1956 | 1,6957                            | 1118          | 659,30             |                     |                          |
| 1957 | 1,7873                            | 1279          | 715,60             |                     |                          |
| 1958 | 1,8356                            | 1348          | 734,38             |                     |                          |
| 1959 | 1,8558                            | 1453          | 782,97             |                     |                          |
| 1960 | 1,8892                            | 1560          | 825,76             |                     |                          |
| 1961 | 1,9024                            | 1625          | 854,19             |                     |                          |
| 1962 | 1,9500                            | 1680          | 861,56             |                     |                          |
| 1963 | 1,9656                            | 1763          | 896,95             |                     |                          |
| 1964 | 1,9891                            | 1816          | 912,96             |                     |                          |
| 1965 | 2,0070                            | 1867          | 930,23             |                     |                          |
| 1966 | 2,0311                            | 1934          | 952,18             |                     |                          |
| 1967 | 2,0616                            | 2016          | 977,89             |                     |                          |
| 1968 | 2,0946                            | 2106          | 1005,45            |                     |                          |
| 1969 | 2,1239                            | 2174          | 1023,59            |                     |                          |
| 1970 | 2,1473                            | 2235          | 1040,86            |                     |                          |
| 1971 | 2,1451                            | 2358          | 1099,24            |                     |                          |
| 1972 | 2,1451                            | 2509          | 1169,63            |                     |                          |
| 1973 | 2,2052                            | 2798          | 1268,83            |                     |                          |
| 1974 | 2,3617                            | 3185          | 1348,58            |                     |                          |
| 1975 | 2,4325                            | 3913          | 1608,57            |                     |                          |
| 1976 | 2,5396                            | 4281          | 1685,68            |                     |                          |
| 1977 | 2,6641                            | 4596          | 1725,18            |                     |                          |
| 1978 | 2,8799                            | 4887          | 1696,95            |                     |                          |
| 1979 | 3,0815                            | 5327          | 1728,73            |                     |                          |
| 1980 | 3,1123                            | 6040          | 1940,71            |                     |                          |
| 1981 | 3,7721                            | 7689          | 2038,40            |                     |                          |
| 1982 | 7,5743                            | 11631         | 1535,58            |                     |                          |
| 1983 | 9,2482                            | 14475         | 1565,16            |                     |                          |
| 1984 | 10,635                            | 16838         | 1583,19            |                     |                          |
| 1985 | 12,241                            | 20005         | 1634,20            |                     |                          |
| 1986 | 14,408                            | 24095         | 1672,31            |                     |                          |
| 1987 | 18,039                            | 29184         | 1617,82            |                     |                          |
| 1988 | 28,899                            | 53090         | 1837,12            |                     |                          |
| 1989 | 101,46                            | 206758        | 2037,77            |                     |                          |
| 1990 | 695,83                            | 1029637       | 1479,72            |                     |                          |
| 1991 | 1185,0                            | 1770000       | 1493,67            |                     |                          |
| 1992 | 1694,6                            | 2935000       | 1732,02            | 2445833             | 1443,35                  |
| 1993 | 2292,7                            | 3995000       | 1742,47            | 3329167             | 1452,05                  |
| 1994 | 3031,0                            | 5328000       | 1757,84            | 2445833             | 1443,35                  |
| 1995 | 0,3874                            | 702,62        | 1813,87            | 560,60              | 1477,23                  |
| 1996 | 0,4644                            | 873,00        | 1879,66            | 710,46              | 1529,70                  |
| 1997 | 0,5336                            | 1061,93       | 1989,95            | 877,29              | 1643,95                  |
| 1998 | 0,5966                            | 1239,49       | 2077,53            | 1026,70             | 1720,87                  |
| 1999 | 0,6402                            | 1706,74       | 2666,07            | 1175,58             | 1836,35                  |
| 2000 | 0,7048                            | 1923,81       | 2729,48            | 1318,67             | 1870,91                  |
| 2001 | 0,7436                            | 2061,85       | 2772,82            | 1416,17             | 1904,50                  |
| 2002 | 0,7577                            | 2133,21       | 2815,30            | 1466,00             | 1934,75                  |
| 2003 | 0,7638                            | 2201,47       | 2882,32            | 1508,20             | 1974,64                  |
| 2004 | 0,7638                            | 2201,47       | 2882,32            | 1561,85             | 1975,74                  |
| 2005 | 0,8071                            | 2380,29       | 2949,13            | 1616,36             | 2002,64                  |
| 2006 | 0,8152                            | 2477,23       | 3038,85            | 1674,54             | 2054,18                  |
| 2007 | 0,8356                            | 2691,03       | 3220,60            | 1844,90             | 2207,96                  |
| 2008 | 0,8707                            | 2943,88       | 3381,20            | 2095,65             | 2406,96                  |
| 2009 | 0,9011                            | 3102,96       | 3443,39            | 2228,57             | 2473,07                  |
| 2010 | 0,9246                            | 3224,98       | 3488,11            | 2312,98             | 2501,70                  |
| 2011 | 0,9643                            | 3399,52       | 3525,30            | 2435,44             | 2525,55                  |
| 2012 | 1,0000                            | 3521,67       | 3521,67            | 2520,35             | 2520,35                  |
| 2013 | 1,0090                            | 3650,06       |                    |                     |                          |